# Хумка-тумулус код села Жабара
Хумка-тумулус се налази код села Жабара, под заштитом је Завода за заштиту споменика културе Ваљево. С обзиром да представља значајну историјску грађевину, проглашен је непокретним културним добром Републике Србије.

## Историја
У селу Жабарима се налази праисторијска хумка пречника око 20 метара и висине око 1,5 метара. Тумул је смештен на падини ка Жабарској реци на надморској висини од 320 метара. Западно од тумула се налази удубљење настало вађењем земље за насипање хумке. На овом и другим локацијама у селу 1982. године је истражено више праисторијских тумула. На истом имању су раскопане две камене хумке. У једној је откривена скелетна сахрана, а у другој урна са спаљеним остацима. Верује се, по опису налаза, да су оба гроба из бронзаног доба. У централни регистар је уписан 16. децембра 1986. под бројем АН 72.